# Франсіско Герреро
Франсіско Герре́ро (ісп. Francisco Guerrero; 4 жовтня 1528, Севілья — 8 листопада 1599, там само) — іспанський композитор і католицький священник; поряд із Т. Л. де Вікторією найзначніший автор церковної музики іспанського Ренесансу. Представник андалусійської школи композиторів XVI століття.

## Нарис біографії та творчості
Учень К. де Моралеса. У 1542—1546 співець, з 1551 помічник регента, у 1574—1599 (з перервами) капельмейстер кафедрального собору в Севільї. Паломництво до Святої землі (1588—1589), що супроводжувалося (на зворотному шляху) нападом піратів та іншими пригодами, описав у книзі своїх дорожніх нотаток «Подорож до Єрусалиму» (1590), яка мала великий успіх у сучасників.
Майстерно грав на арфі, органі, вівелі та інших інструментах. Центральне місце у творчості Герреро займають вокальні твори для церкви: «Страсті за Матфеєм» і «Страсті за Іваном» (Рим, 1585; мають примітний авторський підзаголовок more hispano), 18 мес (в тому числі реквієм; опубліковані в 1566 і 1582), близько 150 мотетів (1555—1597), магніфікати у всіх церковних тонах (1563), восьмиголосний Te Deum (1589). Всесвітню популярність набув п'ятиголосний мотет Герреро «Ave Virgo sanctissima» (1566).
Крім високих та «вчених» жанрів Герреро працював у різних жанрах паралітургійної музики. Масштабна збірка «Духовні пісні та вільянсіко» («Canciones y villanescas espirituales», Венеція, 1589) показує його не лише як майстра імітаційної поліфонії, а й гомофонного (старого мофонного) складу. Для деяких п'єс колекції характерними є винахідливість ритміки (синкопи, тріолі, квазіфольклорні танцювальні фігури) та «театральні» ефекти — генеральні паузи, контрасти ансамблевого та сольного звучання, звукообразівність.
Серед учнів Герреро — Алонсо Лобо. Ім'я Герреро має Севільська консерваторія.

## Літературні твори
- El viage de Hierusalem que va fer Francisco Guerrero, Racionero, y Maestro de Capilla de la Santa Iglesia de Sevilla. Valencia, 1593.